# 大邱交通公社
大邱交通公社（：／ Daegu Gyotong Gongsa */?）是韩国大邱廣域市的一間公營事業，负责管理和运营大邱都市鐵道。

## 历史
- 1995年11月20日 - 成立，初期名称是大邱广域市地下铁公社。
- 2008年10月1日 - 更名為大邱都市鐵道公社。
- 2022年9月1日 - 大邱市長洪準杓宣佈對大邱廣域市的交通業務進行整併，成立大邱交通公社。

## 保有车辆
- 大邱都市铁道1000系电力动车组
- 大邱都市铁道2000系电力动车组

## 事故
- 大邱上仁洞氣爆事故
- 2003年大邱地鐵縱火案